# Monte Castelvecchio
Il monte Castelvecchio (622 m s.l.m.) è una montagna delle Prealpi Varesine che si trova in Lombardia (provincia di Varese).

## Caratteristiche
Situato nel comune di Cunardo, si erge nella zona prealpina in mezzo alle valli dell'Alto Varesotto.
Il nome deriva da una fortezza fatta erigere, secondo la tradizione popolare, nel 700 da Liutprando re dei Longobardi, molto utile per la sua posizione strategica che dominava la Valcuvia e la Val Marchirolo. Sempre secondo la tradizione, il castello fu incendiato più volte. Signori milanesi tra cui anche i Visconti, seppero sfruttare le sue potenzialità difensive. Più tardi verso la metà del 1700 le rovine del castello vennero usate per la costruzione della chiesa parrocchiale.
Attualmente Castelvecchio è una località di Cunardo ai piedi del monte.